# Домпьер-сюр-Йон
Домпьер-сюр-Йон (фр. Dompierre-sur-Yon) — коммуна на западе Франции, регион Пеи-де-ла-Луар, департамент Вандея, округ Ла-Рош-сюр-Йон, кантон Ла-Рош-сюр-Йон-1. Пригород Ла-Рош-сюр-Йона, расположен в 7 км к северу от  него, в 14 км от автомагистрали А87, на обеих берегах реки Йон. 
Население (2019) — 4 344 человека.

## История
Первые свидетельства проживания людей на территории коммуны Домпьер-сюр-Йон относятся к неолиту. Раскопки также открыли предметы, доказывающие существование здесь поселения кельтов, а затем галло-римлян. Во II веке нашей эры плотность населения вдоль реки Йон была весьма высокой. Свое название поселок получил от семейства Дампьер, владевшего этими территориями с XI века. Первое упоминание о представителе этого семейства в источниках относится к 1050 году, что доказывает существование Домпьера в то время. В 1179 году он впервые упоминается как приход, относящийся к аббатству Сен-Жуен-де-Марн, одному из старейших монастырей Франции. Большая часть северной части нынешней коммуны, по-видимому, является частью обширного леса, от которого сейчас мало что осталось.
Во время Вандейского мятежа (1793–1796 гг.) Домпьер находился в центре территории, занятой восставшими. В расположенном поблизости поселке Бельвиль-сюр-Вье располагалась штаб-квартира вождя восстания Франсуа Шаретта. Густые леса Дампьера служили для мятежников убежищем и местом хранения боеприпасов, особенно с ноября 1795 года и зимой 1796 года, когда войска генерала Траво преследовали войска Шаретта. 
Во второй половине XIX века центр Домпьера претерпел изменения: владельцы перестроили многие дома в нынешней старой части поселка, а в 1879-1881 годах была построена новая церковь в средневековом эклектичном стиле, сочетающем элементы неороманского стиля снаружи с элементами неоготики в интерьере. Во время Второй мировой войны в лесах базировались партизаны-маки, которые летом 1944 года принимали оружие, сброшенное союзниками с парашютом для поддержки Движения Сопротивления. Конец двадцатого и начало нынешнего веков ознаменовались ростом числа жителей поселка из-за его близости к Ла-Рош-сюр-Йону и строительства новых жилых комплексов.

## Достопримечательности
- Церковь Святого Петра 1881 года
- Шато Рорто 1844 года
- Поместье От-Браконьер, исторический памятник
- Пруды и парк Мальвуазин

## Экономика
Структура занятости населения:
- сельское хозяйство — 2,1 %
- промышленность — 41,6 %
- строительство — 9,0 %
- торговля, транспорт и сфера услуг — 35,2 %
- государственные и муниципальные службы — 12,2 %

Уровень безработицы (2019) — 5,0 % (Франция в целом —  12,9 %, департамент Вандея — 10,5 %). 

Среднегодовой доход на 1 человека, евро (2019) — 23 000 (Франция в целом — 21 930, департамент Вандея — 21 550).

## Демография
Динамика численности населения, чел.

## Администрация
Пост мэра Домпьер-сюр-Йона с 2020 года занимает Франсуа Жиле (François Gilet). На муниципальных выборах 2020 года возглавляемый им левый список победил в 1-м туре, получив 56,21 % голосов.
| Период | Период | Фамилия         | Партия                  | Примечания                               |
| ------ | ------ | --------------- | ----------------------- | ---------------------------------------- |
| 1971   | 1996   | Жерар Эрмуэ     |                         | фермер                                   |
| 1996   | 2008   | Доминик Франсуа | Разные правые           | преподаватель английского языка          |
| 2008   | 2020   | Филипп Габорьо  | Социалистическая партия | руководитель территориального управления |
| 2020   |        | Франсуа Жиле    | Разные центристы        | территориальный чиновник                 |

## Города-побратимы
- Байчестер, Англия
- Нойнкирхен-Зельшайд, Германия